# Peter Eisenman
Peter Eisenman (Newark, 11 agosto 1932) è un architetto statunitense.

## Biografia
Le frammentarie di Eisenman gli hanno valso l'inserimento nell'eclettico gruppo di architetti che sono stati, talora controvoglia, etichettati come decostruttivisti. Sebbene Eisenman eviti questa definizione, ha avuto una storia ricca di controversie che lo hanno mantenuto sempre sotto l'attenzione del pubblico (accademico). Le sue teorie sull'architettura inseguono l'emancipazione e l'autonomia della disciplina, e il suo lavoro rappresenta il tentativo costante di liberare la forma da tutti i significati. Ha sempre avuto una forte relazione culturale con gli intellettuali europei, come l'inglese Colin Rowe e lo storico italiano Manfredo Tafuri. Gli studi del filosofo Jacques Derrida sono un'influenza basilare nell'architettura di Eisenman..

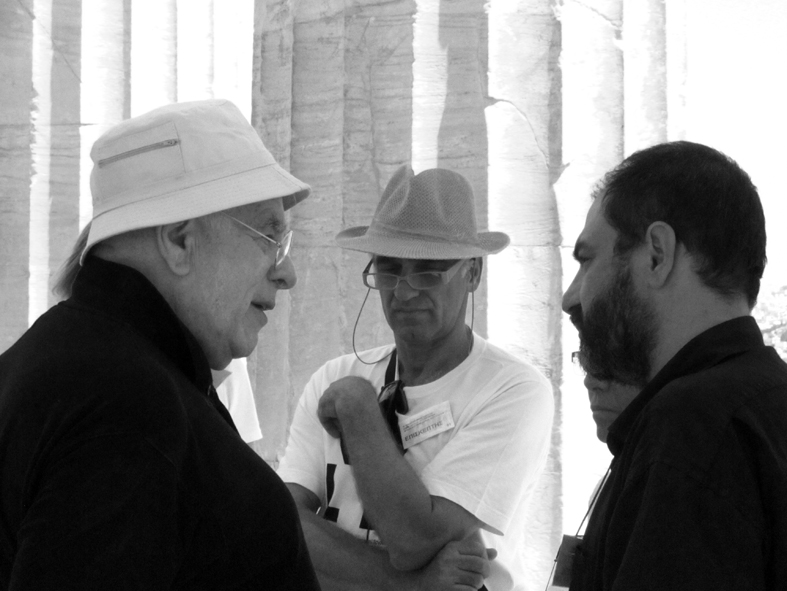
Eisenman (a sinistra), con Andrew Lazaris e Panayotis Pangalos nel 2013 al Partenone di Atene

Eisenman ha conseguito un bachelor in architettura alla Cornell University, un master in architettura alla Columbia University, un Master of Arts e un Ph.D. all'Università di Cambridge.
Eisenman dapprima divenne noto come membro dei New York Five, cinque architetti (Eisenman, Charles Gwathmey, John Hejduk, Richard Meier, e Michael Graves) i cui lavori apparirono a un'esposizione del MoMA nel 1967. Eisenman ricevette un certo numero di borse di studio dalla Graham Foundation per il lavoro svolto in quel periodo. Le opere dei cinque, al tempo, furono considerate una reinterpretazione delle idee di Le Corbusier. In seguito le strade si divisero, ed Eisenman iniziò ad avvicinarsi al movimento decostruttivista.
L'idea di un'autonomia della forma dalle contingenze storiche è la ragione per cui Eisenman è stato a lungo legato ad Aldo Rossi, nonostante esiti progettuali del tutto diversi. L'idea di architettura di Eisenman è imprescindibile dalla conoscenza e dallo studio di Giuseppe Terragni di cui è l'erede morale.
Eisenman attualmente insegna architettura all'Università Yale e ha intrapreso una serie di grandi progetti, tra cui il recentemente completato Memoriale per gli ebrei assassinati d'Europa (n tedesco: Denkmal für die ermordeten Juden Europas) a Berlino e il nuovo stadio della University of Phoenix a Glendale in Arizona.

## Edifici e opere

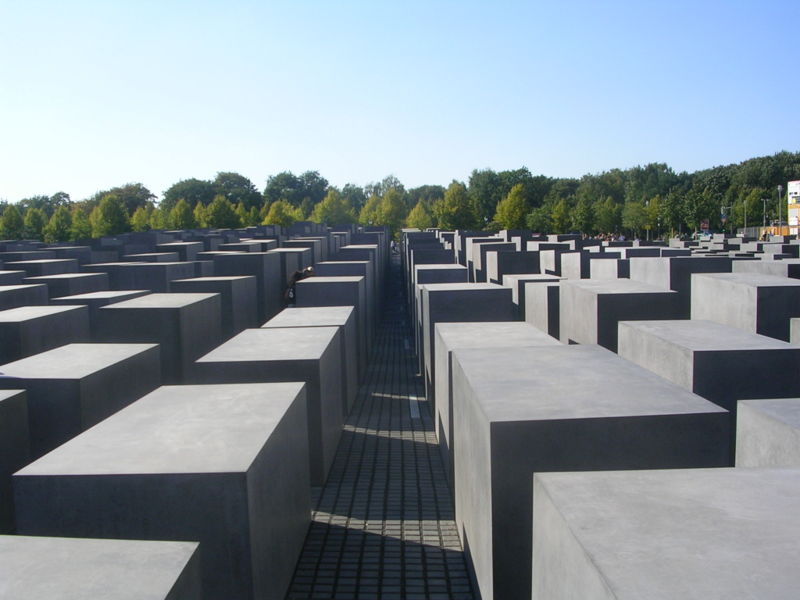
Uno scorcio del Memoriale per gli ebrei assassinati d'Europa a Berlino

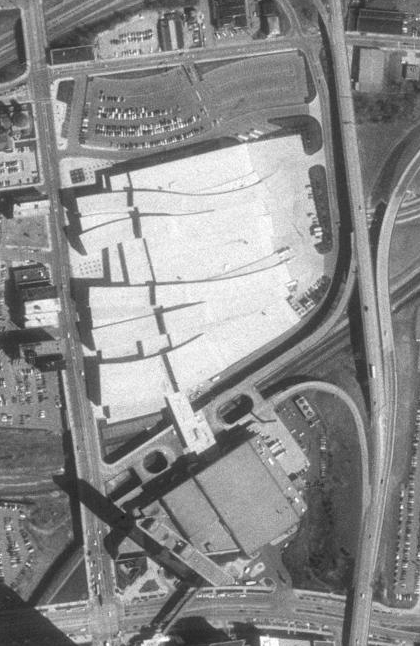
Un'immagine satellitare della USGS del Greater Columbus Convention Center

- House II, Hardwick, Vermont, 1969-70
- House IV, Falls Village (Connecticut), 1971
- House VI, Cornwall (Connecticut), 1972
- Wexner Center for the Arts, Ohio State University, Columbus, Ohio, 1989
- Greater Columbus Convention Center, Columbus, Ohio, 1993
- Aronoff Center for Design and Art, University of Cincinnati, Cincinnati, Ohio, 1996
- Città della cultura della Galizia (Cidade da Cultura de Galicia), Santiago di Compostela, Spagna, 1999
- Il giardino dei passi perduti, Museo di Castelvecchio, Verona, 2004
- Memoriale per gli ebrei assassinati d'Europa, Berlino, 2005
- University of Phoenix Stadium, Glendale, Arizona, 2006
- Residenze Carlo Erba, Milano, 2013

### Studi monografici
- Manfredo Tafuri, Five Architects N.Y., Roma, Officina 1981
- Pangalos P., Petridou V., The imprint of Eisenman, ed. Futura, Athens, 2013.
- Peter Eisenman. Opere e progetti, a cura di P. Ciorra, con un saggio di G. Ciucci, Milano, Electa 1993
- Antonino Saggio, Peter Eisenman. Trivellazioni nel futuro, Torino, Testo&Immagine 1996
- Peter Eisenman, a cura di D. Brogi, con un saggio di M. Orazi, Milano, Motta 2007
- Peter Eisenman. Tutte le opere, con tre saggi di P.V. Aureli, M. Biraghi, F. Purini, Milano, Electa 2007
- Daniel Sherer, "L'architettura nel labirinto. Teoria e critica negli stati uniti: 'Oppositions', 'Assemblage', 'ANY' (1973-1999)," Zodiac 20 (1999), 36-63.